# Blessenbach
Blessenbach ist ein Ortsteil der Gemeinde Weinbach im mittelhessischen Landkreis Limburg-Weilburg.

## Geographische Lage
Blessenbach liegt im östlichen Hintertaunus im Naturpark Taunus.
 Nachbarorte sind Elkerhausen (nordwestlich), Laubuseschbach (südöstlich) und der Weiler Klein-Weinbach (südlich).

## Geschichte

### Chronik
Blessenbach wurde im Jahr 1267 bekanntermaßen erstmals urkundlich erwähnt und lag im Herrschaftsbereich der Grafen von Diez, deren Erbe die Herren von Runkel antraten. Der Ort gehört zur Grundherrschaft des Klosters St. Maximin zu Trier mit ihrem Mittelpunkt in Laubuseschbach. Bemerkenswerterweise war Laubuseschbach aber Filiale der Kirche zu Blessenbach. Zu Blessenbach gehört das bereits im Jahr 1325 als minore Wynbach erwähnte Kleinweinbach.
Als Vögte des Klosters besaßen die Herren von Molsberg die Grundherrschaft und belehnten 1332 den Hiltwin von Elkerhausen mit dem Kirchsatz, Gericht, Höfen, großen und kleinen Zehnten und dem Wald Laubus. Nach dem Niedergang der Molsberger übernahmen die Erben des Hiltwin diese Besitzungen und Rechte als kurtrierisches Lehen. Spätestens 1517 wurden dann die Herren von Schönborn alleinige Besitzer. Diese veräußerten ausgangs des 17. Jahrhunderts ihre Rechte an die dänische Familie von Friesensee, die diese wiederum 1709 an die Grafen von Wied-Runkel abtraten.
Bereits seit 1495 war hier ein zunächst im runklischen Besitz befindliches Bergwerk in Betrieb. Schon 1502 war in Blessenbach Schieferbergbau, der sich vor allem im 19. Jahrhundert zu einer wichtigen Erwerbsquelle entwickelte, bezeigt.
Anfang des 18. Jahrhunderts entstand eine kleine Schieferkäutnersiedlung. Eine um 1780 verfallene Silberschmelze erlebte Mitte des 18. Jahrhunderts im Zusammenhang mit dem kurzzeitigen Aufblühen der Weilburger Münze einen gewissen Aufschwung.
Der zu Blessenbach gehörende 1334 erstmals erwähnte Hörderhof wurde von den Grafen Wied-Runkel Anfang des 19. Jahrhunderts an die Mennonitenfamilien Nafziger und Schwarztraub verpachtet, die bis um 1840 auf dem Hof blieben.
Im Jahr 1806 kam Blessenbach zum Herzogtum Nassau und nach dessen Auflösung 1867 zum preußischen Oberlahnkreis.

### Gebietsreform
Die die bis dahin selbständige Gemeinde Blessenbach im ehemaligen Oberlahnkreis fusionierte im Zuge der Gebietsreform in Hessen zum 1. Dezember 1970 mit den selbstständigen Gemeinden Weinbach, Freienfels und Gräveneck freiwillig zur erweiterten „Gemeinde Weinbach“. Als Sitz der Gemeindeverwaltung wurde Weinbach bestimmt.
Für die eingegliederten Gemeinden sowie für die Kerngemeinde wurde je ein Ortsbezirk mit Ortsbeirat und Ortsvorsteher nach der Hessischen Gemeindeordnung gebildet.

### Verwaltungsgeschichte im Überblick
Die folgende Liste zeigt die Staaten und Verwaltungseinheiten, denen Blessenbach angehört(e):
- vor 1806: Heiliges Römisches Reich, Grafschaft (seit 1791 Fürstentum) zu Wied-Runkel, Amt oder Herrschaft Runkel
- ab 1806: Herzogtum Nassau,[Anm. 2] Standesherrschaft Wied-Runkel, Amt Runkel
- ab 1849: Deutscher Bund, Herzogtum Nassau, Kreisamt Limburg
- ab 1854: Deutscher Bund, Herzogtum Nassau, Amt Runkel
- ab 1867: Norddeutscher Bund, Königreich Preußen, Provinz Hessen-Nassau, Regierungsbezirk Wiesbaden, Oberlahnkreis
- ab 1871: Deutsches Reich, Königreich Preußen, Provinz Hessen-Nassau, Regierungsbezirk Wiesbaden, Oberlahnkreis
- ab 1918: Deutsches Reich, Freistaat Preußen, Provinz Hessen-Nassau, Regierungsbezirk Wiesbaden, Oberlahnkreis
- ab 1944: Deutsches Reich, Freistaat Preußen, Provinz Nassau, Oberlahnkreis
- ab 1945: Amerikanische Besatzungszone, Groß-Hessen, Regierungsbezirk Wiesbaden, Oberlahnkreis
- ab 1949: Bundesrepublik Deutschland, Land Hessen, Regierungsbezirk Wiesbaden, Oberlahnkreis
- ab 1968: Bundesrepublik Deutschland, Land Hessen, Regierungsbezirk Darmstadt, Oberlahnkreis
- am 1. Dezember 1970 wurde Blessenbach als Ortsteil der neu gebildeten Gemeinde Weinbach eingegliedert.
- ab 1974: Bundesrepublik Deutschland, Land Hessen, Regierungsbezirk Darmstadt, Landkreis Limburg-Weilburg
- ab 1981: Bundesrepublik Deutschland, Land Hessen, Regierungsbezirk Gießen, Landkreis Limburg-Weilburg

### Einwohnerentwicklung

#### Einwohnerzahlen
| Blessenbach: Einwohnerzahlen von 1834 bis 2020 | Blessenbach: Einwohnerzahlen von 1834 bis 2020 | Blessenbach: Einwohnerzahlen von 1834 bis 2020 | Blessenbach: Einwohnerzahlen von 1834 bis 2020 | Blessenbach: Einwohnerzahlen von 1834 bis 2020 |
| --- | ---------------------------------------------- | ---------------------------------------------- | ---------------------------------------------- | ---------------------------------------------- |
| Jahr |                                                |                                                |                                                | Einwohner                                      |
| 1834 | 1834                                           |                                                | 412                                            | 412                                            |
| 1840 | 1840                                           |                                                | 436                                            | 436                                            |
| 1846 | 1846                                           |                                                | 463                                            | 463                                            |
| 1852 | 1852                                           |                                                | 481                                            | 481                                            |
| 1858 | 1858                                           |                                                | 524                                            | 524                                            |
| 1864 | 1864                                           |                                                | 570                                            | 570                                            |
| 1871 | 1871                                           |                                                | 592                                            | 592                                            |
| 1875 | 1875                                           |                                                | 530                                            | 530                                            |
| 1885 | 1885                                           |                                                | 583                                            | 583                                            |
| 1895 | 1895                                           |                                                | 600                                            | 600                                            |
| 1905 | 1905                                           |                                                | 593                                            | 593                                            |
| 1910 | 1910                                           |                                                | 550                                            | 550                                            |
| 1925 | 1925                                           |                                                | 523                                            | 523                                            |
| 1939 | 1939                                           |                                                | 455                                            | 455                                            |
| 1946 | 1946                                           |                                                | 639                                            | 639                                            |
| 1950 | 1950                                           |                                                | 643                                            | 643                                            |
| 1956 | 1956                                           |                                                | 611                                            | 611                                            |
| 1961 | 1961                                           |                                                | 629                                            | 629                                            |
| 1967 | 1967                                           |                                                | 612                                            | 612                                            |
| 1970 | 1970                                           |                                                | 627                                            | 627                                            |
| 1980 | 1980                                           |                                                | ?                                              | ?                                              |
| 1990 | 1990                                           |                                                | ?                                              | ?                                              |
| 2000 | 2000                                           |                                                | ?                                              | ?                                              |
| 2011 | 2011                                           |                                                | 603                                            | 603                                            |
| 2014 | 2014                                           |                                                | 616                                            | 616                                            |
| 2020 | 2020                                           |                                                | 556                                            | 556                                            |
| Datenquelle: Historisches Gemeindeverzeichnis für Hessen: Die Bevölkerung der Gemeinden 1834 bis 1967. Wiesbaden: Hessisches Statistisches Landesamt, 1968. Weitere Quellen: LAGIS; Gemeinde Weinbach; Zensus 2011 |                                                |                                                |                                                |                                                |

#### Einwohnerstruktur
Nach den Erhebungen des Zensus 2011 lebten am Stichtag dem 9. Mai 2011 in Blessenbach 603 Einwohner. Darunter waren 18 (3,0 %) Ausländer.
Nach dem Lebensalter waren 99 Einwohner unter 18 Jahren, 237 zwischen 18 und 49, 141 zwischen 50 und 64 und 126 Einwohner waren älter.
Die Einwohner lebten in 249 Haushalten. Davon waren 57 Singlehaushalte, 90 Paare ohne Kinder und 87 Paare mit Kindern, sowie 18 Alleinerziehende und 6 Wohngemeinschaften. In 51 Haushalten lebten ausschließlich Senioren und in 156 Haushaltungen lebten keine Senioren.

#### Religionszugehörigkeit
| • 1885: | 559 evangelische (= 95,88 %), 6 katholische (= 1,03 %), 5 andere christliche (= 0,86 %), 13 jüdische (= 2,23 %) Einwohner |
| • 1961: | 494 evangelische (= 78,54 %), 126 katholische (= 20,03 %) Einwohner                                                       |

## Vereine
- Sportgemeinschaft (SG) 1908 e. V. Blessenbach
- Kaninchenzuchtverein Blessenbach
- Frauenchor Blessenbach
- Gemischter Chor Blessenbach
- Freiwillige Feuerwehr Blessenbach gegründet 1932 (seit dem 1. Dezember 1985 einschließlich Jugendfeuerwehr)
- Sozialverband VdK Ortsgruppe Blessenbach

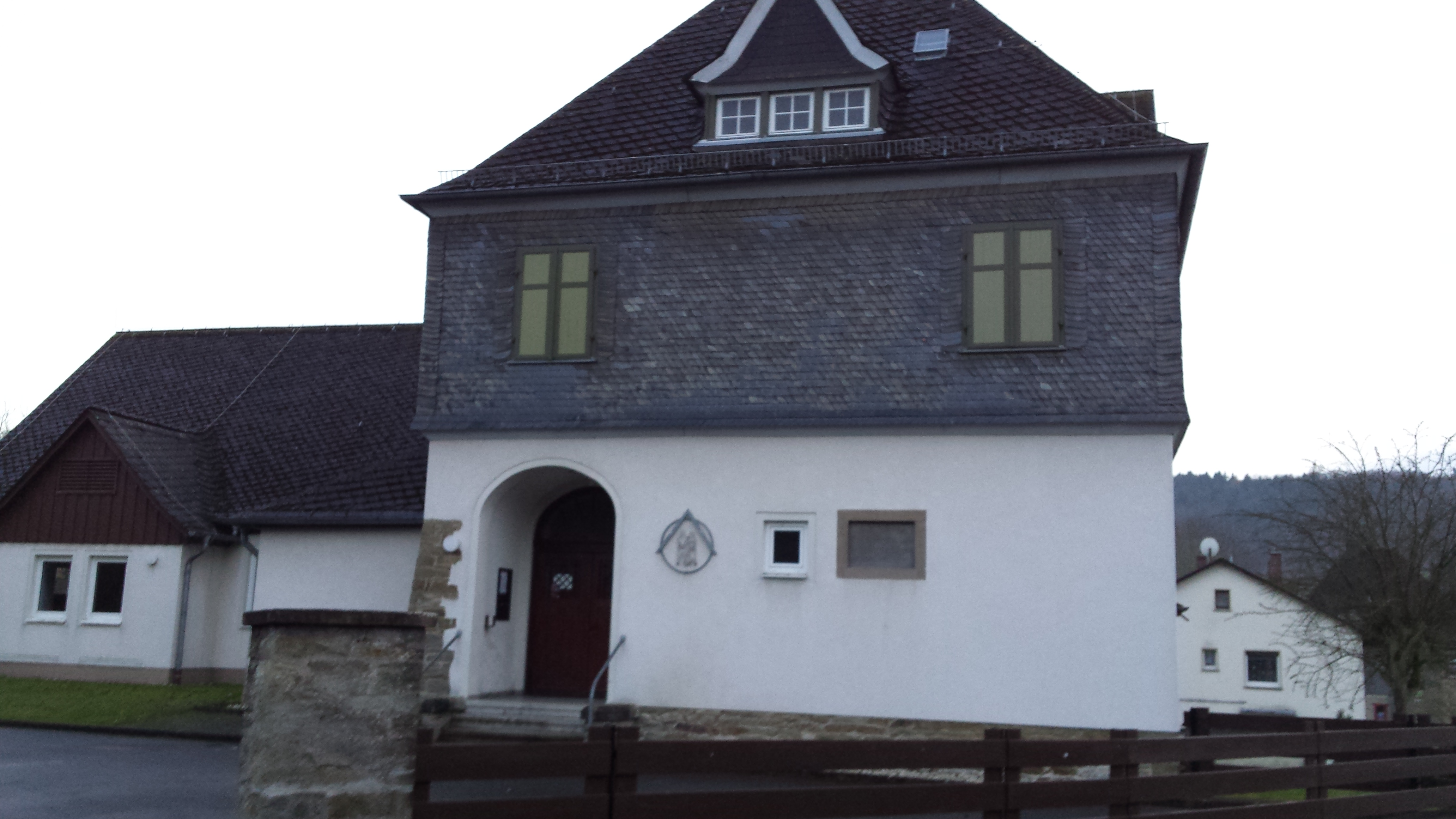
Gemeindehaus Blessenbach

## Einrichtungen
Seit dem Jahr 1932 sorgt die Freiwillige Feuerwehr Blessenbach (ab 1. Dezember 1985 mit Jugendfeuerwehr) für den abwehrenden Brandschutz und die allgemeine Hilfe in diesem Ort. Es bestehen in Blessenbach ein Dorfgemeinschaftshaus zum Grund, ein Rasensportplatz im Grund, Kinderspielplätze und Wanderwege.